# Český balivát Řádu německých rytířů

Znak Řádu německých rytířů

Český balivát Řádu německých rytířů je jeden z balivátů Řádu německých rytířů na území někdejších zemí Koruny české. Český balivát zahrnoval na tři desítky komend. Kromě komend, které sloužily jako řádové kláštery, držel Řád německých rytířů v českých zemích také několik hradů a větší množství vesnic. Mezi nejvýznamnější hrady patřily Bouzov, Sovinec, dále pak hrady Najštejn ad.

## Seznam komend českého balivátu
Následuje seznam komend na někdejším území Koruny české, tj. v Čechách, Moravě a ve Slezsku.
| Komenda                                      | od               | do                | poznámka | obrázek |
| -------------------------------------------- | ---------------- | ----------------- | --- | ------- |
| Komenda Bílina                               | 1302             | 1407 (1421)       | Komenda byla dána do zástavy králi Václavovi IV. a již nebyla vykoupena. |         |
| Komenda Blatno                               | červen 1403      | konec roku 1404   | Blatno bylo založeno řádem v polovině 13. století. Do roku 1403 náleželo k chomutovské komendě. Jelikož řád nesplatil své sluhy vůči králi Václavovi IV., byla mu komenda odebrána a předána mosteckému purkrabímu Hynek z Kauffungu. |         |
| Komenda Býčkovice                            | 1253 (1233)      | 1417              | Zemský komtur Oldřich musel 4. dubna 1409 býčkovickou komendu zastavit. |         |
| Komenda Deblín                               | 1. července 1299 | nejpozději 1487   | Gertrud, vdova po míšeňském purkrabím Bernhardovi z Hartenštejna, darovala řádu svůj dědičný hrad Deblín i s patnácti poddanými panstvími.                                                                                            |         |
| Komenda Dobrovítov (dnešní Verneřice)        | 7. července 1242 | 20. září 1411     | Dar od Jan z Miletína. Na počátku 15. století sídlo balivátu pro Čechy. Roku 1411 zkonfiskován králem Václavem IV. V kostele se nachází hrob velmistra řádu, Konráda z Feuchtwangenu.                                                 |         |
| Komenda Drobovice                            | 1242             |                   | Od roku 1405 neměla vlastního komtura. Václav IV. jí odebral majetek, po husitských válkách zastavena Jiřímu z Dubé a Vízmburka. Poslední zmínka o existující komendě je z roku 1458, od roku 1510 pustá.                             |         |
| Komenda Hostěradice                          | 1237             | 1318 (1486)       | Část vesnice daroval řádu v roce 1237 král Václav I. Do té doby patřila louckému klášteru. Komenda zanikla kvůli své nedobré pověsti.                                                                                                 |         |
| Komenda Hrotovice                            | 1330             | kolem roku 1420   | Prodáno Oldřichovi z Doubravice |         |
| Komenda Hradec Králové                       | 1251             | 15. století       | Komenda byla zničena během husitských válek. |         |
| Komenda Chomutov                             | 29. března 1252  | 21. září 1411     | Chomutov byl darován řádu Bedřichem z Chomutova. Řád musel město na nátlak krále Václava IV. postoupit Štěpánovi z Kobersheimu. Největší a nejvýznamnější komenda v Čechách.                                                          |         |
| Komenda Jindřichův Hradec                    | 1269             | 1450              | Již před rokem 1237 zde existoval řádový špitál. Roku 1450 byl prodán pánům z Hradce. |         |
| Komenda Krnov                                | 1281             | 1414              | V roce 1281 daroval vévoda Mikuláš I. Opavský Německému řádu městský farní kostel sv. Martina. Odňat řádu králem Zikmundem kvůli dluhům.                                                                                              |         |
| Komenda Křenovice                            | 1382             | 15. století       | Zničen za husitských válek a poté opuštěn. |         |
| Komenda Miletín                              | 19. října 1241   | 1410              | Vesnice byly dar Domislavy z Miletína. Roku 1410 prodáno Benešovi z Choustníka. |         |
| Komenda Moravský Krumlov                     | 1294             | 15. století       | Od roku 1237 patřil farní kostel Německému řádu. Zničen za husitských válek a následně opuštěn. Ke komendě patřil také městský špitál.                                                                                                |         |
| Komenda Německý Brod                         | 1255             | 1422              | Páni z Hradce darovali na počátku 13. století řádu dvě vesnice. Zničen za husitských válek a opuštěn. |         |
| Komenda Nový Žeberk                          | po roce 1402     |                   | Po roce 1402 je majitelem hradu Nový Žeberk uváděn zemský komtur Albrecht z Dubé. Roku 1407 ho získal do zástavy Albrecht z Ervěnic.                                                                                                  |         |
| Komenda Opava                                | 1203             | 1561              | Řád zřídil farnost a kostel Panny Marie. V roce 1542 přešla farnost díky králi Ferdinandovi I. na opavský magistrát, zbylý majetek byl v roce 1561 prodán Albertovi z Fulštejna.                                                      |         |
| Komenda Opavice                              | 1256.            | konec 15. století | |         |
| Komenda Piszkowice (Dolnoslezské vojvodství) | 6. února 1233.   | 1437.             | Dána jako zástava králem Zikmund Hynkovi z Valdštejna Valdštejnové. Řád se jí definitivně vzdal 16. dubna 1488. |         |
| Komenda Plzeň                                | 1224             | 1546              | Roku 1224 založil řád špitál farnost. V roce 1546 předal císař Ferdinand I. komendu městu Plzeň. |         |
| Komenda Polná                                | 1252             | 1418              | Postoupeno roku 1418 vévodovi Janu I. Opavskému. |         |
| Komenda Praha                                | 1203             | kolem roku 1433.  | Patřily k ní kostel sv. Benedikta, špitál alžbětinek, mariánský špitál a farnost u sv. Jakuba. |         |
| Komenda Rohoteř?u Olomouce                   |                  |                   | |         |
| Komenda Řepín                                | 1207             | 1417              | Dočasně sídlo zemského komtura. V roce 1417 prodáno Vilémovi ze Schönburgu. |         |
| Komenda Slavkov u Brna                       | 1236             | 1410              | Město bylo založeno řádem v roce 1237 z příkazu krále Václava I. V roce 1397 město obsadil Jošt Moravský a již jej nevydal. |         |
| Komenda Sovinec                              | 1623             | 1939              | Karel I. z Lichtenštejna prodal panství Sovinec (něm. Eulenberg) německému řádu. V roce 1939 vyvlastněno nacisty. |         |
| Komenda Ústí nad Labem                       |                  |                   | |         |
| Komenda Velká Bíteš                          | 1295             | 1428              | Bíteš daroval řádu král Václav II. Komenda erlosch durch die husitských válek. |         |
| Komenda Velké Hostěrádky                     |                  | 1418              | Zastavena opavskému vévodovi a již nebyla vykoupena. |         |
| Komenda Vinaře (dnes součást obce Vilémov)   | 1256             | 24. Juni 1272     | Roku 1192 daroval kníže Václav II. polovinu vsi Německému řádu. Roku 1272 byla přeložena ke komendě Dobrovice. |         |